# テイオーの長い休日
『テイオーの長い休日』（テイオーのながいきゅうじつ）は、2023年6月3日から7月29日まで東海テレビとホリプロの共同制作で「土ドラ」枠にて放送されたテレビドラマ。主演は船越英一郎。
年齢も性別も違うベテラン俳優とマネージャーの凸凹コンビがぶつかりあいながら、人生のリベンジに奔走するヒューマンコメディ。
船越演じる熱護が、劇中劇の2時間ドラマで演じたキャラクター（船越が過去に2時間ドラマで演じたキャラクターのセルフパロディ）を演じ憑依させることで、そのキャラクターの能力を活かして作中のトラブルを解決する、二重構造のセルフパロディとなっている。

## 制作背景
本作は東海テレビの松本圭右プロデューサーが、船越英一郎と長年一緒に仕事をしてきたホリプロの井上竜太プロデューサーと出会ったことに端を発する。「2時間サスペンスの帝王」の異名を持つ船越を主役に、土曜夜の大人の鑑賞にも耐えうる「骨太なドラマ」を模索しアイディアが練られる中、「なぜ2時間ドラマは作られなくなったのだろ」と考察した際、スタッフやキャストにはどうすることもできない企画のキーとなる「時代の流れ」という言葉が浮上し、社会情勢の変化で自分の思いとは違うところで壁にぶつかっている視聴者に向け、時代に合わせて変わればいいのに、変われない不器用な「2時間サスペンスの帝王」熱護大五郎が、これまでの自分を否定せず、今まで生きてきた道を貫くことにエールを送るという物語の骨子が出来上がる。「仕事がなくなった2サスの帝王」という、ある種挑発的な設定のキャラクターを船越にプレゼンし、物語の熱護のように「ふざけるな！こんなのに俺は出ないぞ!」と却下される恐れもあったが、船越は「面白いね」と企画の意図に乗り、作品を良くするために積極的に意見を出すただけでなく、劇中劇で過去に船越が演じたキャラクターのセルフパロディを演じることにも「一つの物語の中で何役も演じるチャレンジをさせてくれて、ありがとう」と感謝の言葉を述べている。このような船越の作品に取り組む姿勢に、松本は彼が「2時間サスペンスの帝王」として居続けている所以であると感動している。

## キャスト

### 主要人物
熱護大五郎（あつもり だいごろう）〈62〉
演 - 船越英一郎
本作の主人公。「2時間サスペンスの帝王」と呼ばれるが、時代の流れで2時間ドラマの制作が激減し仕事がなくなった、オリプロのベテラン俳優。
吉田ゆかり（よしだ ゆかり）〈45〉
演 - 戸田菜穂
3人の子供を持つシングルマザー。トレランスの元敏腕マネジャー。
子育てに専念するとの名目で業界を辞めたが、亡夫から引き継いだ洋食店がボヤで営業できなくなり、オリプロでの復職を希望する。
7年前、所属俳優の伊集院にパワハラを働いたと寿に怪文書を業界内にばらまかれ、トレランスを退社している。

### オリプロ
熱護が所属する芸能事務所「ORIGIN PRODUCTION」。通称：オリプロ。
萩原匠（はぎわら たくみ）〈30〉
演 - 今井悠貴
売れない若手俳優。熱護の付き人で10年以上飲食店のアルバイトを掛け持ちする苦労人。トレランスの伊集院は友人。
大手のトレランスからの引き抜きに心が揺れるが、熱護から大手事務所に移籍して埋もれてしまうことを恐れ、売れない理由を弱小事務所のオリプロのせいにするため残留を決めたと指摘され、自分の将来を思い移籍を仕向けている熱護の意図を汲み、トレランスに移籍する。
しかし最終話で負傷した熱護とオリプロの窮地を察し、トレランスを退社しオリプロに復帰する。
藤本千春（ふじもと ちはる）〈45〉
演 - 久保田磨希（第1話 - 第3話・第5話・第6話・最終話）
事務所のデスク。関西弁を喋る。
城戸太一（きど たいち）〈69〉
演 - 木場勝己（第1話 - 第3話・第5話・第6話・最終話）
社長。熱護とは30年来の腐れ縁。自社から移籍する俳優に圧力をかけ干す大手事務所のやり口が許せず、独立してオリプロを設立している。
撮影現場に美味しいカレーを差し入れするため、カレー屋巡りが趣味。
最終話で「これからは多角経営の時代だ」と、熱護をイメージキャラクターにしたレトルト食品「テイオーカレー」の販売に乗り出す。

### トレランス
大手タレント事務所。
伊集院大樹（いじゅういん だいき）〈32〉
演 - 白石隼也
売れっ子俳優。若手時代、ゆかりが担当マネージャーだった。
7年前、自分のことを思い忠告してくれるゆかりの愚痴を吹聴したことが、彼女がパワハラを働いていると大事になり、彼女がトレランスを退社する原因を作る。
最終話で熱護が主演を勝ち取るも負傷降板したネットスフィンクス作品『2 HOURS DETECTIVE』で主役の黄泉乃國彦を代演し、国際デビューを果たす。
寿彰（ことぶき あきら）〈48〉
演 - 前川泰之（第1話 - 第6話・最終話）
専務。大樹のチーフマネージャー。
7年前、社内での出世レースで周囲からの評価の高い同期のゆかりを蹴落とすため、ゆかりが伊集院にパワハラを働いていると書かれた怪文書を業界内にばらまいた。
自社が企画する映画『リベンジ・オブ・オーシャン』への出演を匠に打診し、オリプロを辞めて自社に移籍するよう引き抜きをかける。
経営陣の醜聞を調べ会社を掌握しようとするが社長の金田に知られ専務から失脚する。しかし実は映画への愛にあふれていたことを熱護に見抜かれ、人生には「休むことも必要な時がある」と励まされると、トレランスでマネージャーとして一からやり直すことを決め、ゆかりに7年前の仕打ちを謝罪する。

### 吉田家
吉田陽向（よしだ ひなた）〈14〉
演 - 宮下結衣
ゆかりの長女。高校生。ダンスが好きで、友人たちとダンスチームを結成し練習に励んでいる。伊集院大樹のファン。
吉田悟（よしだ さとる）
演 - 石原颯也
ゆかりの長男。中学生。料理人だった父親に憧れ料理を教わっていたが、得意料理のメンチカツの作り方を教わる前に死別している。
吉田理輝（よしだ りき）
演 - 平野絢規
ゆかりの次男。末っ子。小学生。
吉田康介（よしだ こうすけ）
演 - 大橋彰（アキラ100%）（第4話）
ゆかりの亡夫。洋食屋「キッチンぶらぼー」を切り盛りしていたが、3年前に事故で他界した。
熱護の出演する2時間ドラマにロケ弁当を仕出ししていた。

### ゲスト

#### 第1話
東山恒三
演 - 諏訪太朗（第2話・第7話・最終話）
ベテラン美術スタッフ。熱護を「大ちゃん」と呼べる数少ない人物で、彼とは親しい間柄。
第7話で熱護が無責任なマスコミを懲らしめるため、熱護が落ちぶれた大芝居をする手助けをするのに自宅差し押さえの小道具を準備する。
有田和仁
演 - 岩本淳（第3話・最終話）
東西テレビのバラエティ班『グルメの虎』のプロデューサー。元ドラマ班でゆかりとは旧知の仲。
後日、ゆかりの売り込みに、バラエティー番組内の再現ドラマの主役を熱護に演じてもらう仕事を依頼する。
宮下大輔
演 - 岩戸秀年
東西テレビのドラマ班プロデューサー。
老婆
演 - 一條眞紀子
道路を横断中、熱護の乗る外車にクラクションで急かされたと思われたが、整備不良でクラクションが故障した誤解であった。

#### 第2話
柏木美遊
演 - 工藤遥
新人脚本家。人気作品『風来坊刑事』の脚本を任されるが、制作の都合で脚本打ち合わせで何箇所もリテイクを依頼される。
ストレスで倒れたと思われたが、原因は急性腎盂腎炎で、しきりに背中をさすっていたことから、熱護は内臓疾患があると過去の医者役の知識から見抜いていた。
本当に書きたい脚本を予算カットで却下されることを受け入れ、熱護から書記係と辛辣な言葉を投げられるが、彼から応援され妥協できない部分を書き直した脚本を仕上げる。
関谷昴（せきや すばる）
演 - 清水優
テレビジパングのAP。熱護の要望で台本の書き直しをゆかりから依頼されるが、トレランスの桐林藤吾がドタキャンしてクランクインが遅れ撮影時間の余裕がないことから、依頼を渋る。
瀬良陽一
演 - 小田桐一（第5話）
ベテラン演出家。妥協だらけの脚本を撮影しようとすることを、熱護にプロ意識が低いと酷評される。
しかし、チーフPの丸山が決定稿の権限は監督にあると言ったことから、柏木が熱護の励ましで書き直した脚本を撮りたいと決定稿に採用する。
新人だったころの匠が出演した熱護の主演作『ヘイ!柔道』での演技を酷評し「代えはいくらでもいる」と暴言を吐くと、俺にも代えがいるらしいと熱護が現場を引き上げようとしたため、言葉の綾だったと発言を撤回する。
丸山義比古
演 - 吉成浩一
テレビジパングのチーフP。『風来坊刑事』の制作予算カットのため、途中交代で局からチーフPに送り込まれている。
予算オーバーとなった脚本をどうすればいいか声を荒げるが、ギャラの高い熱護が降板を申し出たことで問題が解決する。
店員
演 - 松本カオル
ゆかりと柏木が飲み会に行った飲食店の店員。ダンス世界大会のチケットで買収した陽向の情報を基に、熱護に先回りし予約されていた。
医師
演 - 酒井健太郎
柏木を診察した医師。倒れてしまった柏木が急性腎盂腎炎を患っており、治療が遅ければ敗血症で亡くなっていたかもしれないと告げる。
美術スタッフ
演 - 池内祥人（第7話）、五十嵐馨
撮影所の美術スタッフ。倉庫で雪舟（踏み台）を探していたところ、熱護と遭遇する。
女医役
演 - 西家貴絵
熱護が降板したことから、配役変更で熱護が演じるはずだった医師役を女医役として演じた女優。

#### 第3話
豆原ユータ（まめはら ユータ）〈35〉
演 - 市川知宏（第5話）
東西テレビのバラエティー班ディレクター。演出のこだわりが強く、予算を守れないためドラマ班から異動してきた。
熱護に演出を評価され、再現ドラマに出演する条件としてディレクターに付くことを要望されるが、最近の監督作のクオリティーの低さを注意される。
しかし熱護に叱咤激励され、周りの撮影スタッフも協力してくれたことから、奇跡のホールインワンで逆転優勝した青井選手の再現ドラマの制作に全力を注ぐ。
再現ドラマが評価され、再びドラマ班でディレクターとして活躍するようになる。
プロデューサー
演 - 紺野ふくた
東西テレビのドラマ班プロデューサー。熱護の売り込みをかけたゆかりに、在感がありすぎて熱護は脇では使えないと返答する。
金森
演 - 大河原啓介
熱護が再現ドラマでゴルファーを演じるためにコーチにつけたゴルフのレッスンプロ。
美羽（みう）、加奈子（かなこ）、華（はな）
演 - 山本華菜乃、青山咲紀 、西出希菜
陽向とダンスチームを組む友達。陽向からダンスのダメ出しをされ、仲違いする。
熱護から「角を矯めて牛を殺す」ような真似をするなと助言された陽向が謝罪したことから、ダンス練習を再開する。
青井亘（あおい わたる）
演 - 今川健吾
熱護が再現ドラマで演じるプロゴルファー。余命半年の中、難病の少年との約束を守り、奇跡のホールインワンを決め復活優勝を飾る。
江原修二、工藤憲史
演 - 重松隆志（第5話）、石山和史（第5話）
撮影スタッフ。再現ドラマでの演出について豆原としっかり打合せするよう、熱護の指示でゆかりがゴルフ練習場に連れてくる。
豆崎のドラマ班復帰にともない、自分たちもドラマ班に復帰し、匠の撮影を確認に現れた熱護に江原はディレクターズチェアを準備する。
大城大吾
演 - 大城龍永
難病の少年役を演じる子役。
石川光〈20〉
演 - 渡辺優哉（少年時代：石川誉）
難病の少年役のモデルとなった青年。難病を克服している。
握手した熱護の手が青井選手と同じようにマメだらけであると気付いて驚き、亡くなる前に青井選手にありがとうと言えなかったことを悔いるが、青井選手に成り代わって熱護からよく頑張ったと声を掛けられ、涙する。
MC役
演 - 加瀬信行
再現ドラマのゴルフ実況役。熱護が実際に奇跡のホールインワンを達成し、逆転優勝した様子を伝える。
神田想
演 - 鬼倉龍大
東西テレビの豆原の同期。ドラマ班のディレクターで、ドラマアカデミー監督賞を受賞する。
局員
演 - 豊田豪、細谷雄太
東西テレビの社員。神田の監督賞の受賞を、再現ドラマのバラエティー班のいるスタッフルームでお祝いする。

#### 第4話
日置智典
演 - 河相我聞
「ひおき食堂」の店長。ロードバイクの窃盗被害に遭っている。
息子の健太がいじめに遭っていたことを知らなかったことから、気付いてやれなかったことを謝る。
日置健太
演 - 川口和空
悟の学友。智典の息子。3年前、小学生のころにクラスでいじめに遭っており、悟は彼を助けようとしたが、そのころに父親が亡くなった慌ただしさで疎遠となる。
中学生になって悟と再会するが、いじめは継続しており、ロードバイクを盗むよう強要されていたことから、悟は彼を助けようとしていた。
窃盗犯を誘き出すために熱護が購入した高級ロードバイクを窃盗しようとしていたところを捕まる。
畠中満彦
演 - 南雲勝郎
文具店の店主。熱護を商店街対抗ゴルフコンペの助っ人に誘う。
伊藤和夫
演 - ぶっちゃあ
青果店の店主。川北通り商店街で多発するロードバイク窃盗事件にぼやく。
長谷川将晴
演 - 山口勝弘
自転車屋の店主。頑丈なチェーンにしておけばロードバイクの窃盗を防げていたのにと嘆く。
警官
演 - 藤原智之
南署の制服警官。川北通り商店街でのロードバイク窃盗事件で、防犯カメラに悟が映っていたと熱護邸を訪問する。
佐藤
演 - 佐藤孝之（第5話・第6話）
トレランスの社員。寿の子飼い。
杉山
演 - 杉山宗賢（第5話・第6話）
トレランスの社員。寿の子飼い。
高見沢綾
演 - 染谷有香（第5話 - 第7話）
ゴシップライター。トレランスの寿の依頼で、「ひおき食堂」で料理人として無償で働く熱護を盗撮していた。
トレランスの役員の醜聞も寿の依頼で調査しており、彼がトレランスを掌握し、社長になろうとする野心に加担する。
しかし、トレランス社長の金田に寿が社内情報を流出させていると密告し、寿を裏切る。
熱護に人の不幸で飯を食べ品行下劣で救いようがないと非難されるが、熱護がマスコミを騙すため、自宅を競売に駆けたのは熱護が借金で自己破産したためだと虚偽の記事の制作を依頼される。

#### 第5話
匠の母親
声 - 一條眞紀子
息子のドラマ出演をテレビで見て喜び、仕事は大きさではなく、人で選び、お世話になった人への感謝を忘れないようにと電話をかける。
ナナ
演 - 内田奈那
匠が出演する豆原の監督作品『ダメ男がやめられなくて』の出演俳優。

#### 第6話
若葉奈緒
演 - 呉城久美
映画『リベンジ・オブ・オーシャン』のプロデューサー。大作の戦争映画のAP経験があり、大所帯のキャストを仕切るスキルを身に着けている。
初瀬翔
演 - 樫尾篤紀
『リベンジ・オブ・オーシャン』の若手監督。学生時代、1年をかけ海洋ドキュメンタリー映画を撮影した経験がある。
金田太志
演 - 中脇樹人
トレランスの現社長。前社長の松原祐二が経費を不正使用し娘夫婦の家を建てようとしていたことなど、寿が会社の様々な情報をネットニュースに流していたことを高見沢から密告され、寿の企画した『リベンジ・オブ・オーシャン』の制作中止を決める。
一人芝居をする青年
演 - 野上天翔
トレランスで一からやり直すことを決めた寿からスカウトされる。

#### 第7話
北條克臣（ほうじょう かつおみ）
演 - 大浦龍宇一（若いころ：伊藤純平）
IT会社「サイクロン・データ」の二代目社長。詐欺師の平沢に映画製作費の名目で6千万を騙し取られており、制作委員会の幹事を務めていたオリプロに現れ、経営権を譲れば、6千万円の返済は不要と告げる。
若いころ役者を志していたが父親に辞めさせられ家業を継がされたことから、未練の残る業界に自分なりに貢献しようと救済のためオリプロの買収を画策していた。しかしその狙いに気付いた熱護が落ちぶれた芝居をしたのに騙され、城戸社長と熱護の絆を見せつけられると、経営権の譲渡と6千万円の返済を延期する。
柳川歩夢
演 - 宗清万里子
北條の秘書。
駒込千比呂（こまごめ ちひろ）
演 - 駒井千佳子
芸能リポーター。失踪した熱護の行方を知らないかと、オリプロでゆかりに突撃取材をする。

#### 最終話
桐林藤吾（きりばやし とうご）
演 - 大和田伸也（第7話）
熱護の宿敵。ハリウッド帰りの日本一の俳優。『2 HOURS DETECTIVE』の主演オーディションのため帰国する。
熱護とは高校の同級生で演劇部の部長が熱護で自身は副部長を務めており、「大ちゃん、桐ちゃん」と呼び合う親友であった。
新人のころは大手事務所に所属していた熱護が売れており、35年前のドラマ『アーバン・ダイバー』で主役を勝ち取ったのを契機に人気俳優に成長しているが、オーディションに落ちれば役者を辞めようと考えていると熱護に吐露しており、主役の最有力候補であった熱護が自分を気遣い降板したのではないかと考え、それ以降、熱護を意識するようになり関係を拗らせてしまう。しかし自分の知らないところで熱護が所属していた大手事務所と揉めて事務所を辞めたので、降板などはしていないと熱護に教えられる。
『2 HOURS DETECTIVE』のオーディションでは熱護に主演の座を奪われ、自身はメインゲストの「闇のプロフェッサー・須間勝之進」となるが、熱護と崖から転落したジョディを助けようとして負傷したため、二人揃って降板することになる。熱護は自分のために『アーバン・ダイバー』を降板していないと言っていたが、大手事務所の退社は、『アーバン・ダイバー』の主演が決まった後ではなかったかと入院した病院で思い出し、熱護に尋ねるがはぐらかされる。
最終話の最後のナレーションで、桐林が熱護の盟友としてナレーターを務めていたことが明かされ、物語は終了する。
ジョディ・ハリス
演 - 太田緑ロランス（第7話）
ネットスフィンクスの映画監督。日本の伝統、2時間ドラマのフォーマットでラノベ『転生刑事・黄泉乃國彦』が原作の『2 HOURS DETECTIVE』の制作オーディションのため桐林と来日する。
これまで制作されてきた日本の2時間ドラマと、主演を務めてきた熱護や桐林をリスペクトしており、クランクインまで役を仕上げてくるように二人に告げる。
潤沢な制作費でどんな撮影セットもアメリカで製作可能だが、崖のシーンだけは日本で撮影したいと拘りを見せたところ、撮影中に崖から転落し、それを助けようとした熱護と桐林を負傷させ、二人を降板させる原因を作ってしまう。
助監督
演 - 石川大樹
ネットスフィンクス作品『2 HOURS DETECTIVE』の助監督。

## スタッフ
- 企画 - 市野直親（東海テレビ）[46]
- 脚本 - 入江信吾、川﨑いづみ、諸橋隼人[46]
- 音楽 - 仲西匡（カレント）[46]、堀川真理子（カレント）
- 主題歌 - 上野大樹「素顔」（cutting edge）[47]
- オープニングテーマ - Beverly「Bumpy」（avex trax）[47]
- ナレーション - 大和田伸也[3]
- 演出 - 吉川鮎太（ホリプロ）、白川士[46]
- プロデューサー - 松本圭右（東海テレビ）、井上竜太（ホリプロ）[46]
- 制作協力 - キャンター[46]
- 制作 - 東海テレビ、ホリプロ[46]

## 放送日程
| 話数      | 放送日  | サブタイトル                       | サブタイトル                        | 脚本                | 演出     |
| 話数      | 放送日  | 地上波                             | 配信                                | 脚本                | 演出     |
| --------- | ------- | ---------------------------------- | ----------------------------------- | ------------------- | -------- |
| HOLIDAY 1 | 6月03日 | 変われない男と変わりたい女         | 偏屈な2サスの帝王登場!変われない男  | 入江信吾            | 吉川鮎太 |
| HOLIDAY 2 | 6月10日 | 曲げない男と自分がない女           | 分岐点は常に今!新人脚本家を救え!    | 入江信吾            | 吉川鮎太 |
| HOLIDAY 3 | 6月17日 | 妥協しない男と妥協できない少女     | 夢か友情か!?悩める長女と青年を救え! | 川﨑いづみ          | 白川士   |
| HOLIDAY 4 | 6月24日 | 父親になれない男と父親がいない少年 | 父との約束…不器用な男が家族を救う   | 入江信吾            | 白川士   |
| HOLIDAY 5 | 7月01日 | 信念がある男と自信がない青年       | 事務所移籍は悪?芸能界の裏事情!?     | 入江信吾 川﨑いづみ | 吉川鮎太 |
| HOLIDAY 6 | 7月08日 | 愛される女と愛がない男             | 暴君VS帝王!出世が全ての男の悲哀     | 諸橋隼人            | 白川士   |
| HOLIDAY 7 | 7月15日 | 怒れる男と無責任な現代社会         | 帝王失墜!?ネットの悪意をぶっ倒せ    | 入江信吾            | 白川士   |
| HOLIDAY 8 | 7月29日 | 2サスの帝王と日本一の大御所        | 帝王×大御所おっさんずバトルIN崖     | 入江信吾            | 吉川鮎太 |

- 第7話は『土曜プレミアム 映画カーズ』（21時 - 23時20分）の放送に伴い10分繰り下げられ、23時50分 - 翌0時45分に放送された。
- 7月22日は『FNS27時間テレビ 鬼笑い祭』（18時30分 - 翌21時54分）の放送に伴い、休止。